# Varingsrivier
El Varingsrivier és un riu del Cap Occidental (Sud-àfrica). Desemboca a la presa de Wolwedans i, juntament amb el Perdebergrivier i el Tweeriviere, és un dels tres principals afluents del riu Groot-Brakrivier, que desguassa a l'oceà Índic.